# 学校法人塚本学院
学校法人塚本学院（がっこうほうじんつかもとがくいん）は、大阪府大阪市東住吉区にある学校法人。

## 沿革
- 1945年 平野英語塾が創設される。
- 1946年 浪速外国語学校を創設。
- 1949年 浪速外国語専門学校と改称。
- 1951年 浪速外国語短期大学に昇格。大阪幼稚園教員養成所及び附属幼稚園を設置。
- 1953年 幼稚園教員養成所が短期大学の保育科に改組され、それに伴い浪速短期大学に改称。
- 1964年 大阪芸術大学が開学。
- 1981年 大阪芸術大学附属大阪美術専門学校を開校。
- 2000年 浪速短期大学が大阪芸術大学短期大学部に改称。

## 歴代理事長
- 塚本英世 - 1946年から浪速外国語学校学長兼理事長[1]
- 萩山二郎
- 塚本邦彦 - 1988年から。現在、大阪芸術大学学長を兼任

## 出身者
- なきぼくろ - 漫画家。2006年卒

## 設置校
- 大阪芸術大学
- 大阪芸術大学短期大学部
- 大阪芸術大学附属大阪美術専門学校
- 大阪芸術大学附属照ヶ丘幼稚園
- 大阪芸術大学附属松ヶ鼻幼稚園
- 大阪芸術大学附属金剛幼稚園
- 大阪芸術大学附属泉北幼稚園